# Carpheolus sublineatus
Carpheolus sublineatus är en skalbaggsart som beskrevs av Bates 1885. Carpheolus sublineatus ingår i släktet Carpheolus och familjen långhorningar.
Artens utbredningsområde är:
- Honduras.
- Panama.

Inga underarter finns listade.